# Springfield (Colorado)
Springfield es un pueblo ubicado en el condado de Baca en el estado estadounidense de Colorado. En el año 2000 tenía una población de 1562 habitantes y una densidad poblacional de 679,1 personas por km².

## Geografía
Springfield se encuentra ubicada en las coordenadas 37°24′24″N 102°37′2″O / 37.40667, -102.61722.

## Demografía
Según la Oficina del Censo en 2000 los ingresos medios por hogar en la localidad eran de $24 375, y los ingresos medios por familia eran $34 107. Los hombres tenían unos ingresos medios de $25 385 frente a los $16 339 para las mujeres. La renta per cápita para la localidad era de $13 890. Alrededor del 16,8% de la población estaban por debajo del umbral de pobreza.